# Pilar Buepoyo Boseka
Pilar Buepoyo Boseka là một chính trị gia người Guinea Xích Đạo. Cô là thành viên của Nghị viện Pan-Phi cho Guinea Xích đạo. Bà là Thứ trưởng Bộ Y tế và Môi trường từ 1999-2001.